# Fjære kyrka
Fjære kyrka är en kyrka i Grimstads kommun i Agder fylke i Norge, väster om samhället Vik. Kyrkan är en medeltida stenkyrka byggd omkring 1150, ursprungligen av enkel, rektangulär typ, men sannolikt utvidgad på 1200-talet med kor och absid. Dess rikt smyckade södra ingång återupptäcktes 1906. I omgivningarna har man funnit flera fynd från sten- och järnåldern, vilka vittnar om att Fjære har varit bebyggt mycket länge.

## Inventarier
Av de rika inventarierna kan nämnas en dopfunt från 1500-talet samt altartavla och predikstol från 1660-talet. Gallerierna från 1750 är rikt dekorerade av Samuel Dorn; de målades över 1840, men togs fram under de restaureringsarbeten som inleddes 1956. Då återfanns också spår efter tidigare kalkmålningar.

## Terje Vigen
Norr om kyrkan finns ett monument över Henrik Ibsens figur Terje Vigen, som enligt Ibsens dikt ska ha begravts på kyrkogården:
| ”                            | Ved Fjære kirke jeg så en grav, den lå på en vejrhård plet; den var ikke skøttet, var sunken og lav, men bar dog sit sorte bræt. Der stod "Thærie Wiighen" med hvidmalt skrift, samt året, han hvile fandt. – Han lagdes for solbrand og vindes vift, og derfor blev græsset så stridt og stivt, men med vilde blomster iblandt. | „ |
| – Henrik Ibsen "Terje Vigen" | |   |